# Óscar Noé Medina González
Óscar Noé Medina González (Culiacán, 11 de mayo de 1983), más conocido como «El Panu», es un narcotraficante y señor de la droga mexicano quien es el tercero al mando de la facción delictiva de Los Chapitos del Cártel de Sinaloa, fungiendo como el principal subalterno del jefe criminal Iván Archivaldo Guzmán Salazar.

## Posición en Los Chapitos
Óscar Noé Medina González, nacido en Culiacán, Sinaloa el 11 de mayo de 1983, se unió al Cártel de Joaquín «El Chapo» Guzmán Loera como sicario, antes de llegar a ser compadre y hombre de confianza de su hijo Iván Archivaldo Guzmán Salazar. Después de la última captura de Guzmán Loera en 2016, sus herederos, entre ellos Jesús Alfredo Guzmán Salazar y Joaquín y Ovidio Guzmán López, tomaron el control de su organización, con Medina González, alias «El Panu», volviéndose su principal subordinado y coordinador de los distintos subgrupos criminales a sus órdenes.

## Actividades delictivas

### Operaciones de narcotráficoy contrabando
Como lugarteniente confiado de «Los Chapitos», El Panu era uno de los principales promotores de los envíos de marihuana, cocaína, heroína y metanfetamina hacia los Estados Unidos de la célula criminal. En 2019, se reunió con Iván Archivaldo y Jesús Alfredo Guzmán, además de otro miembro de alto rango de su facción, Néstor Isidro Pérez Salas, «El Nini», para discutir el aporte de precursores de fentanilo desde China que más tarde serían refinados y exportados. Se asignaron roles a determinados narcotraficantes para manejar la transportación, acordaron puntos de entrada del producto y El Panu se encargó de retransmitir las órdenes a los mandos medios de la organización.